# Jean-Jacques Dordain
Jean-Jacques Dordain   (Estrun, 14 d'abril de 1946) és l'actual Director General de l'Agència Espacial Europea i manté la seva posició des del 2003.
Es va graduar a l'École Centrale de Paris en el 1968, Dordain va començar la seva carrera científica en la French Aerospace Research Agency (ONERA) i més tard va treballar com a professor a la National Higher School of Aeronautics and Aerospace en la dècada de 1970 i 1980. Va conduir una investigació extensiva en motors de coet i experiments de microgravetat. També va ser un candidat astronauta europeu.
En el 1998, va ser Secretari Executiu a l'Agència Espacial Japonesa (llavors NASDA, ara JAXA) i més tard com a Director Tècnic a l'ESA on es va convertir en Director General el juliol de 2003.
També té la funció d'honor en Canceller de la International Space University.